# 圣布里厄区
圣布里厄区（法語：arrondissement de Saint-Brieuc）是法国阿摩尔滨海省所辖的一个区。总面积2696平方公里，总人口271475，人口密度101人/平方公里（2018年）。主要城镇为圣布里厄。

## 辖区
圣布里厄区辖有113个市镇。